# Fernmeldeausbildungsverband 70

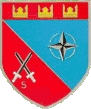
Schule für Personal in integrierter Verwendung

Der Fernmeldeausbildungsverband 70 war ein militärischer Verband der Bundeswehr mit Sitz zunächst in Köln-Ossendorf, ab 1970 in der Lüttich-Kaserne in Köln-Longerich.
Seit dem Aufstellungsbeginn der Bundeswehr bestand die Notwendigkeit, außer Offizieren auch Unteroffiziere und Mannschaften für die Verwendung in NATO-Stäben auszubilden. Da das Heer die größte Teilstreitkraft war, kam ihr auch der zahlenmäßig größte Anteil hieran zu. Bereits 1960 wurde beim Fernmeldelehrbataillon eine spezielle Fernmeldelehrkompanie 412 für integriertes Fernmeldepersonal aufgestellt. Dies reichte aber nicht aus. 1967 ordnete daher der damalige Führungsstab des Heeres (Fü H) die Aufstellung des Fernmeldeausbildungsverbandes 70 an. Der Verband sollte Fernmeldepersonal und Personal für die allgemeine Verwendung in integrierten Stäben im In- und Ausland ausbilden. Der Schwerpunkt der Ausbildung lag im Wesentlichen in der Vermittlung der englischen Sprache, den Grundsätzen der Fernmeldetechnik auch im Felde und der Beherrschung der damaligen Bürokommunikation (z. B. Schreibmaschineschreiben).
An der Spitze stand ein Kommandeur mit der Disziplinarbefugnis eines Regimentskommandeurs, der unmittelbar dem General der Führungstruppen im Truppenamt unterstellt war. 1970 wurde die Unterstellung zum Truppenamt geändert und der Verband dem Stab der Führungsfernmeldebrigade 900 unterstellt. 1972 ordnete Fü H an, den Verband in Ausbildungszentrum 70 umzubenennen und dem Stab/Stabszug Fernmelderegiment 95 zu unterstellen; dieses Regiment gehörte zur Führungsfernmeldebrigade 900.
1977 wurde das Ausbildungszentrum 70 zur Schule für Personal in integrierter Verwendung, die 2004 aufgelöst wurde.